# Control de iluminación de 0-10 V
0–10 V es uno de los primeros y más simples sistemas electrónicos de señalización control de iluminación, utilizado como uno de los primeros sistemas de atenuación fluorescente .  En pocas palabras, la señal de control es un voltaje CC que varía entre cero y diez voltios . Se reconocen dos estándares: abastecimiento actual y hundimiento actual .

## Abastecimiento actual
Normalmente utilizado en atenuación comercial y teatral, el controlador envía una señal de voltaje al dispositivo. La iluminación controlada debe escalar su salida de modo que a 10 V, la luz controlada debe estar al 100% de su potencia potencial, y a 0 V debería tener una salida del 0% (es decir, apagado). Los dispositivos de atenuación pueden diseñarse para responder en varios patrones a los voltajes intermedios, dando curvas de salida que son lineales para: salida de voltaje, salida de luz real, salida de potencia o salida de luz percibida.
Los receptores tienen una impedancia de entrada nominal de 100±20 kΩ (es decir, máximo 1,0±0,2 mW a 10 V)

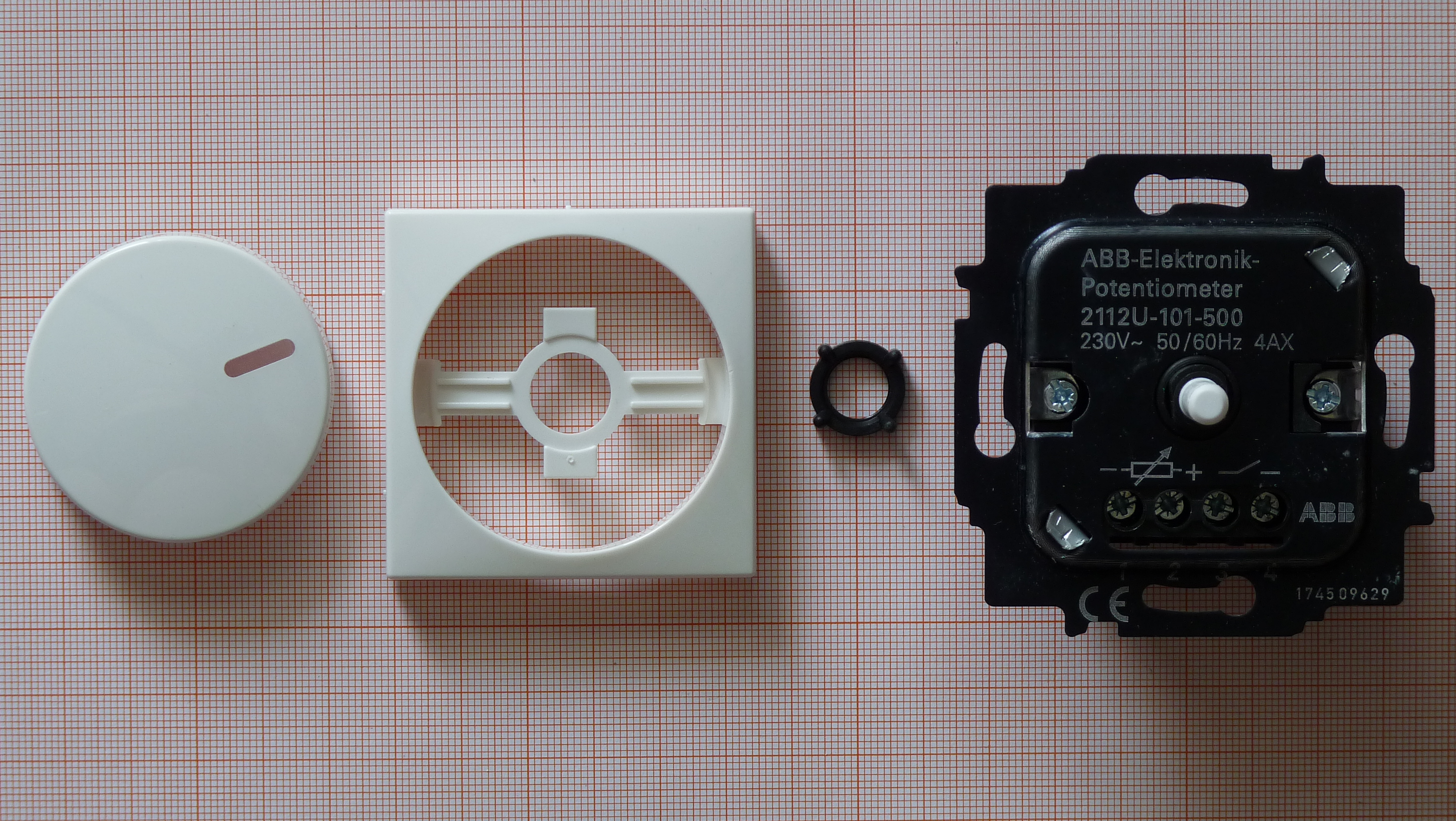
Atenuador de 0-10V

En la iluminación de producción, este sistema fue reemplazado por sistemas multiplexados analógicos como D54 y AMX192, que a su vez han sido reemplazados casi por completo por DMX512 . Para lámparas fluorescentes regulables (donde funcionan entre 1 y 10 V, donde 1 V es mínimo y 0 V está apagado), el sistema está siendo reemplazado por DSI, que a su vez está en proceso de ser reemplazado por DALI . Sin embargo, 0-10 El control V volvió a ganar popularidad en la década de 2010. Es común en las luminarias LED de pantalla plana.

## Hundimiento actual
Normalmente utilizado en iluminación arquitectónica, un esquema de control de hundimiento actual utiliza balasto o controlador proporcionado 10 V CC. El controlador reduce los voltios devueltos a la luz. Si el controlador devuelve los 10 completos V, la luz estará en su nivel más brillante. La luz estará en el nivel mínimo si no se devuelven voltios. El actual plan de hundimiento crea una situación a prueba de fallos. Si se corta un cable de control o falla el controlador, las luces se iluminarán.
Comúnmente, los 10 La tensión de control V se suministra a través de una resistencia. El control se logra (y la corriente se reduce) conectando una resistencia variable entre el terminal de voltaje de control y tierra. Las dos resistencias forman un divisor de voltaje para producir un voltaje de control Vc = Vs * (Rc / (Rc + Rs)) donde Vc es el voltaje de control de retorno, Vs es el voltaje de fuente, Rc es la resistencia de control variable y Rs es la resistencia de la fuente. Vs puede ser mayor que 10 V de modo que un valor máximo previsto de Rc produzca un 10 V tensión máxima de control. Rc debe ajustarse a un valor de 0 ohmios (un cortocircuito directo) para devolver un 0 Tensión de control V.
Como cuestión práctica, muchos estudiantes de 0 a 10 Las entradas de control de atenuación V se pueden operar reemplazando la resistencia de control variable con un interruptor electrónico. Cuando el interruptor está encendido, el voltaje de control está cerca de 0 y la luz está completamente tenue. Cuando el interruptor está apagado, el voltaje de control es máximo y la luz es completamente brillante. El interruptor está controlado por una señal PWM (modulación de ancho de pulso), que alternativamente enciende y apaga el interruptor a un ritmo rápido. La proporción relativa entre el tiempo de apagado y el de encendido determina el brillo. Por ejemplo, si el interruptor está apagado el 10% del tiempo, la señal de control resultante sería el equivalente a 1 V producido con una resistencia variable. El método PWM no requiere la selección de valores de resistencia precisos. Se puede aplicar simultáneamente para controlar señales de múltiples luces conectando sus entradas de control en paralelo.
A principios de la década de 2020, un porcentaje significativo de 0 a 10 Los paneles planos LED regulables no responden rápidamente a los cambios de la señal de control ni siguen el valor promedio de la señal de control. Una señal de control modulada en ancho de pulso, como se describió anteriormente, no funciona bien con tales dispositivos.
Los balastros fluorescentes de atenuación y los controladores LED de atenuación suelen utilizar 0–10 Señales de control en V para controlar las funciones de regulación. En muchos casos, el rango de atenuación de la fuente de alimentación o del balastro es limitado. Si la salida de luz solo se puede atenuar del 100% al 10%, debe haber un interruptor o relé disponible para cortar la energía al sistema y apagar la luz por completo. Algunos 0-10 Los controladores V ofrecen un relé de voltaje de línea incorporado, otros requieren un relé de voltaje de línea externo. Algunos 0-10 Controladores V, generalmente llamados 0-10 V Adaptadores Blink'n'Dim, crea un 0-10 Señal de control V en respuesta a señales de parpadeo breve desde el interruptor de encendido. Dependiendo de la aplicación, se deben considerar estas opciones.

## Ventajas y desventajas
La simplicidad del sistema de iluminación hace que sea sencillo de entender, implementar y diagnosticar, y su baja corriente (normalmente 1 mA) significa que se puede tender a lo largo de cables relativamente delgados con poca caída de voltaje. Sin embargo, dado que requiere un cable por canal de control (más un cable de retorno común), un sistema sofisticado podría tener cientos de cables, lo que requeriría costosos cables y conectores multipolares. En un cable largo, la caída de voltaje requiere que cada canal del dispositivo receptor esté calibrado para compensar las pérdidas de voltaje. (Esto es sólo una limitación teórica ya que la resistencia del cable práctico más delgado es de alrededor de 20 Ω/1000 m.) El acoplamiento capacitivo de cables de alimentación de CA cercanos puede afectar la señal al accesorio e incluso provocar parpadeos. Sería necesario apantallar el cable de señal que corre paralelo a los cables de alimentación a lo largo de una distancia considerable. Esto es particularmente difícil cuando los cables de control deben pasar dentro de paredes cerradas y previamente cableadas.
A la hora de utilizar este sistema hay que tener en cuenta la aplicación real, ya que no es lo mismo controlar la iluminación de una oficina que controlar la iluminación de un teatro. 0–10 El control de iluminación V es ampliamente utilizado en iluminación comercial e industrial por fabricantes de balastos como GE, Philips, Universal, Metrolight, Sylvania, Creative Lighting y Lumascape.       Actualmente existen enfoques de control distribuido en el mercado que se pueden instalar dentro o muy cerca de los dispositivos a controlar, eliminando así los tendidos de cables y la caída de voltaje.